# Loránd Gáspár
Loránd Gáspár (Târgu Mureș, este de Transilvania, 28 de febrero de 1925-París, 9 de octubre de 2019), fue un poeta, médico, investigador historiador, fotógrafo y traductor nacionalizado francés de origen húngaro.

## Biografía
Deportado durante la Segunda Guerra Mundial, se refugió en Francia, donde estudió medicina. Cirujano en el hospital francés de Jerusalén de 1954 a 1970, ejerció en el Hospital Universitario Charles Nicolle de Túnez de 1970 a 1995.
Como investigador y médico, Loránd Gáspár trabajó en el campo de las neurociencias y en 2008 publicó un libro junto a otros autores titulado L'intelligence du stress. Desde 2002, colaboró con el Instituto de Medicina Ambiental (IME) en la investigación cerebral junto a Jacques Fradin, Camille Lefrançois y Frédéric Le Moullec, y publicó numerosos artículos sobre visión neurocognitiva.
Su primera colección de poemas, Le Quatrième État de la matière, publicada por Flammarion en 1966, recibió el Premio Guillaume Apollinaire en 1967. A partir de entonces su trabajo como poeta fue galardonado con múltiples premios, entre ellos el Goncourt de Poesía en 1998 por el conjunto de su obra.
Gáspar fundó y codirigió, junto con Jacqueline Daoud (de soltera Jacqueline Gutmann, hermana de Jean Babilée; se convirtió en la segunda esposa de Loránd Gáspár) y Salah Garmadi, la revista tunecina Alif, editada por Cérés, de la que aparecieron doce números entre 1970 y 1982. Ha publicado, además de poesía, varias obras en prosa y libros de viaje como fotógrafo.
Dominaba varios idiomas: el húngaro, el rumano, el alemán, el francés, el inglés, el latín, el griego y el árabe. Tradujo (en colaboración con Sarah Clair), a Spinoza, Rilke, Seferis, D. H. Lawrence, Peter Riley y János Pilinszky.
Falleció en París en octubre de 2019 como consecuencia del alzheimer que padecía.